# Паоло Альбойно делла Скала
Паоло Альбойно делла Скала (*Paolo Alboino della Scala, 1343, Верона  —17 жовтня / 18 жовтня 1375, Песк'єра-дель-Гарда) — синьйор Верони у 1359—1365 роках.

## Життєпис
Походив з династії Скалігерів. Син Мастіно II, синьйора Верони, та Таддеї да Каррара. Здобув гарну освіту, переважно цікавився поезією. 1352 році після смерті стрийка Альберто II номінально став співправителем братів Кангранде і Кансіньоріо, проте того ж року був призначено подестою Больцано.
Тривалий час мирно керував містом. 1359 році після вбивства Кангранде II й отримання фактичної влади Кансіньоріо став синьйором Верони. Втім через свою сумирну вдачу не втручався у державні справи. У 1365 році Паоло Альбойно було підступно схоплено й запроторено до замку Песк'єра-дель-Гарда. У 1375 році за наказом Кансіньоріо делла Скала його було вбито.